# Indígenas en Santa Fe
Indígenas en Santa Fe (Argentina), los primeros pobladores que existieron y que actualmente conforman la provincia de Santa Fe, eran tribus indígenas.

## Alimentación y vestimenta
Todos estos pueblos estaban muy vinculados al medio natural. De él obtenían sus principales recursos: comida, vestimenta, instrumentos. Se alimentaban fundamentalmente de pescado, pues vivían cerca del Río Paraná, y también de otros animales como las nutrias, carpinchos, los puercos monteses, a los que cazaban con arcos y flechas.
Además, algunos de estos pueblos practicaban la agricultura, sembraban calabazas, porotos y maíz. Al maíz lo llamaban "Abati".
Como en nuestro tiempo, de tanto en tanto el río crecía mucho. Entonces los grupos que vivían sobre sus costas debían migrar hacia lugares más altos y seguros. A veces, la búsqueda de mejores lugares para cazar y pescar hacía que los pueblos se trasladaran de un lugar a otro.
Construían sus casas con juncos y ramas que podían conseguir muy cerca de sus pueblos. En invierno se cubrían con un manto de pieles de nutrias. Confeccionaban vasijas de cerámica para guardar líquidos y alimentos. Para adornarlas dibujaban figuras que imitaban a los animales que vivían en el río, como loros y caracoles.
Los Querandíes venían de la llanura, donde cazaban guanacos y otros animales con boleadoras. Llegaban a la costa del Paraná en el invierno. En esa época del año podían conseguir peces y nutrias, alimentos que les gustaba consumir.
Los Guaraníes, como los otros indígenas, también pescaban, cazaban y cultivaban. Sin embargo, hablaban idiomas diferentes.

## La tribu
Hombres, mujeres y familias vivían reunidos en comunidades llamadas "tribus". Estas tribus tenían un jefe, el "cacique", que se ocupaba de todos los asuntos importantes de la tribu, algunas veces aconsejado por los viejos o por los guerreros más importantes. En algunas ocasiones dirigía la guerra.
Cada tribu recorría un territorio en donde cazaba, pescaba, sembraba. A veces surgían problemas entre diferentes tribus que querían ocupar el mismo territorio. Por ellos los guaraníes, que venían de otras tierras y hablaban de manera diferente, lucharon en contra de algunos pueblos, como los corondas y los timbúes.

## Llegan otras tribus a Santa Fe
Santa Fe constituyó, desde tiempos muy antiguos, un espacio de intensa circulación de personas. Muchos grupos indígenas migraron hacia esta zona en la búsqueda de mejores condiciones de vida cuando la ocupación española se hizo más efectiva.
Los españoles llegaron a la Argentina desde lugares muy lejanos. Así, la fundación de ciudades en el noroeste de nuestro país, entre ellas Santiago del Estero, Tucumán, Salta o Jujuy, trajo como consecuencia el desplazamiento de pueblos indígenas que escapaban de los trabajos impuestos por los conquistadores. Alrededor del año 1600 comenzaron a llegar a la provincia grupos del noroeste, como los Juyjuyas y Colastiné, que dieron el nombre de Valle Calchaquí al espacio al norte de la ciudad, comprendido entre los ríos Salado y Paraná.
También los Charrúas, que ocupaban el territorio de Uruguay, llegaron a Entre Ríos, que en esos tiempos dependía de la administración de Santa Fe. Los Charrúas eran grupos nómades, esto significa que se movían de un lado al otro en búsqueda de alimentos y demás recursos. Estas recorridas se relacionaban o se enfrentaban con los blancos y con otros grupos indígenas. Eran grandes cazadores y usaban boleadoras y lanzas de punta de piedra para cazar y pelear.

## Las tribus de Santa Fe y Chaco empezaron a utilizar caballos
Desde mediados del siglo XVII grupos indígenas muy aguerridos comenzaron a ocupar el norte de la actual provincia de Santa Fe. Eran los Tobas, conocidos también como chaqueños, por el lugar donde venían, o como Guaycurúes, por la lengua que hablaban.
Su vida tribal se basaba en la práctica de la guerra. Es por ello que estos indígenas mantuvieron a la ciudad de Santa Fe casi en permanente estado de guerra durante doscientos años. Originalmente habitaban el bosque y eran nómades, cazadores. El contacto con las poblaciones blancas introdujo muchos cambios en estos pueblos. Las modificaciones más importantes se produjo por la incorporación del caballo. Su uso les permitía moverse con mayor rapidez y cazar en mejores condiciones.
Antes de la llegada de los españoles no existían caballos en América. Unos pocos de esos animales quedaron libres y se reprodujeron en grandes cantidades. Muchos viajeros que vieron cabalgar a los indígenas creyeron que hombre y animal formaba una unidad. Aprendieron a cazar y fundamentalmente a pelear montados. Poco a poco, la captura de ganado vacuno y caballar se constituyó en su principal modo de vida. En muchos casos ese ganado pertenecía a las estancias establecidas por los españoles, pero los indígenas no entendían esta forma de actuar como un "robo", sino que los animales estaban allí para cazarlos. Su visión del mundo, su forma de pensar era diferente a la de la población blanca.